# 雅羅米爾·贊米哈爾
雅羅米爾·贊米哈爾（1993年8月2日—）是一位捷克足球運動員。在場上的位置是中場。他現在效力於斯洛伐克超級足球聯賽球隊巴迪斯拉華施洛雲體育會。他也代表捷克U21國家足球隊參賽。

## 外部連結
- Jaromír Zmrhal （页面存档备份，存于） official international statistics